# Stenus cubanus
Stenus cubanus är en skalbaggsart som beskrevs av Richard Eliot Blackwelder. Stenus cubanus ingår i släktet Stenus och familjen kortvingar. Inga underarter finns listade i Catalogue of Life.